# Comitè Europeu d'Hoquei sobre patins
El Comitè Europeu d'Hoquei sobre patins (en francès: Comité Européen de Rink-Hockey, CERH) és l'organisme esportiu que governa l'hoquei sobre patins a Europa des de 1976. Està integrat dins la Confederació Europea de Patinatge (CERS) com a organisme d'un dels quatre esports del patinatge. L'actual president del CERH és el portuguès Carlos Graça.
El CERH és una de les confederacions continentals que forma part del Comitè Internacional d'Hoquei sobre patins (CIRH), que és el comitè específic per a l'hoquei sobre patins integrat a la FIRS.

## Competicions organitzades

### Competicions de clubs
- Copa d'Europa masculina (Eurolliga)
- Copa d'Europa femenina
- Copa de la CERS
- Copa Continental
  - Recopa d'Europa (fins al 1996)
  - Supercopa d'Europa (fins al 1996)

### Competicions de seleccions
- Campionat d'Europa masculí
- Campionat d'Europa femení

## Presidents
- Joop C. Brujin (1976-1988)
- Joel Retureau (1988-1992)
- Carlos Bica[Enllaç no actiu] (1992-1996)
- Carlos Sena (1996-2004)
- Carlos Graça (2004-...)